# Grupo SK
El Grupo SK (en hangul, SK그룹, 에스케이그룹; romanización revisada, SK Geurup/Eseukei Geurup; McCune-Reischauer, Sŏnkyŏng Kŭrup) es el tercer mayor conglomerado (chaebol) en Corea del Sur. El SK Group se compone de 95 empresas subsidiarias y afiliadas que comparten la marca y la cultura de SK. La empresa cambió su nombre de SunKyoung Group (coreano: 선경 그룹, Hanja: 鮮 京 그룹) a SK Group en 1997. El grupo SK cuenta con más de 70.000 empleados que trabajan desde 113 oficinas en todo el mundo. Mientras que sus mayores empresas se dedican principalmente a las industrias químicas, petroleras y  energéticas, también tiene el proveedor de servicios de telefonía móvil celular más grande de Corea del Sur, SK Telecom, y además presta sus servicios en construcción, transporte, comercialización, telefonía local, Internet de alta velocidad y servicio de banda ancha (WiBro). SK recientemente ha ampliado aún más su gama de negocios a los semiconductores, fusionando Hynix en SK Hynix, el segundo fabricante más grande de semiconductores de memorias del mundo.

## Historia
Al igual que con muchos otros chaebol, la presidencia de SK Group fue 'heredada' de padres a hijos: de su fundador el fallecido Chey John-hyun a su actual presidente Chey Tae-won (hijo mayor). Chey Tae-won está casado actualmente con la hija del expresidente surcoreano Roh Tae-woon.El SK Group comenzó cuando los fundadores adquirieron Textiles Sunkyung en 1953. En 1958, la empresa comenzó a fabricar la primera fibra de poliésterde Corea, estableciendo así Fibras Sunkyung Ltd. en julio de 1969, y comenzó a producir hilos originales. En 1973, SK luego estableció Petróleo Sunkyong, iniciando una estrategia de integración vertical para la gestión de producción, "De Petróleo a Fibras". Ese mismo año, la compañía adquirió el Walkerhill Hotel. 
En 1976, La Corporación Sunkyung recibió una licencia de empresa de comercio internacional por parte el gobierno Indio. En diciembre de 1980 el SK Group compró, en privado, Petróleo Nacional de Corea, haciéndolo el quinto conglomerado más grande de Corea.

En enero de 1988 el petróleo crudo fue importado del campo petrolero Marib de Yemen a Corea para procesarlo.
En junio de 1994, SK entró al negocio de las telecomunicaciones de Corea al convertirse en el mayor accionista de Servicios de Telecomunicación Móvil de Corea. En enero de 1996, SK Telecom lanzó el primer servicio de telefonía celular CDMA comercial de Corea en Incheon y Bucheon.
En 2002, SK Telecom lanzó con éxito la primera tecnología CDMA 1X EV-DO comercial del mundo, lo que le permitió ofrecer servicios de telecomunicaciones 3G. En 2004, SK Telecom activó el servicio de satélite DMB desplegando el primer satélite DMB del mundo. Por otro lado, en 2006, SK comenzó la revitalización del mercado de la telefonía móvil de generación 3,5  y en el año siguiente, terminó la construcción de la red HSDPA nacional. En mayo de 2006, SK Telecom comenzó el primer servicio comercial HSDPA de generación 3,5.
En 1999, Químicos SK, desarrolló la tercera generación de complejos de platino como agentes anti-cáncer Además en 2003 la Corporación SK desarrolló YKP1358, un candidato a fármaco para la esquizofrenia.
SK Gas comenzó a desarrollar los recursos en el extranjero cuando participó en dos zonas mineras en el oeste de península de Kamchatka de Rusia en marzo de 2006, SK Networks también desarrolló Ecol-Green, un material plástico biodegradable. SK Energy participa actualmente en 27 campos de petróleo en 15 países de todo el mundo.
A finales de 2005, SK desarrolló un separador de batería de ion de litio (LiBS) por primera vez en Corea, y comenzó a vender el producto  en 2006. 
En virtud de la reorganización, el principal medio de SK, Corporación SK, se dividió en una sociedad de inversión, ahora SK Holdings y una empresa operadora, SK Energy. Las sociedades filiales que ahora operan bajo las centrales de SK Holdings incluyen: SK Energy, SK Telecom, SK Networks, SKC, SK E & S, SK Franqueo y K Potencia

## Negocios Principales
Los negocios principales de SK son la energía y las telecomunicaciones. Trece de las empresas de SK cotizan en la Bolsa de Valores de Corea: SK Telecom, SK Hynix, SK Teletech, SK Holdings, SK Innovation, SKC, SKC Solmics, SK Chemicals, SK C & C, SK Networks, SK Gas, SK Communications, SK Broadband y SK Securities.

## Reestructuración
SK se reestructuró en 2007, Bajo la reorganización el principal medio de SK, Corporación SK, se dividió en una sociedad de inversión, ahora llamado SK Holdings, y una empresa operadora, ahora llamado SK Energy. SK Energy produce baterías para los vehículos eléctricos CT & T y Hyundai.

## Sistema de gestión
Las empresas subsidiarias de SK operan bajo el Sistema de Gestión de SK (SKMS) que fue desarrollado, articulado y reforzado por el presidente de SK, Chey Tae-won. 
El 7 de abril de 2008, SK Group puso en marcha una empresa de marketing y de gestión denominada "SK Marketing & Company" para perseguir la visión del presidente Chey.